# Futboll Klub Partizani (femminile)
Il Futboll Klub Partizani Femra, abbreviato in FK Partizani o più semplicemente Partizani, è una squadra di calcio femminile albanese, sezione dell'omonimo club con sede a Tirana.
Istituita nel 2020, nella stagione 2024-2025 disputa la Kategoria Superiore Femra, massimo livello del campionato albanese femminile di calcio..

## Storia

### Record
Da quando il club è stato fondato nel 2020,la squadra ha stabilito un record nella stagione 2023-24 della Kategoria Femra piazzandosi al terzo posto, vincendo 13 partite e perdendone 5 partite. Durante questa stagione, il club ha segnato 141 gol e ne ha subiti 15 gol. Il club si è anche classificato secondo nella finale della Coppa d'Albania femminile 2023-24. Questo è stato un grande record per il club, rendendolo uno dei primi club nella storia delle squadre sportive femminili albanesi a ottenere un grande successo in poco tempo dalla sua fondazione.

## Organico

### Rosa 2024-2025
Rosa e ruoli tratti dal profilo instagram del club, aggiornati al 24 ottobre 2024.
| N. |                    | Ruolo | Calciatrice                  |
| -- | ------------------ | ----- | ---------------------------- |
|    | Albania (bandiera) | P     | Dajana Dizdari               |
|    | Albania (bandiera) | P     | Klesja Spaho                 |
|    | Albania (bandiera) | D     | Irisa Beqiraga               |
|    | Albania (bandiera) | D     | Leonora Dedgjonaj (capitano) |
|    | Brasile (bandiera) | D     | Micheli Ferreira             |
|    | Albania (bandiera) | D     | Anisa Kotarja                |
|    | Albania (bandiera) | D     | Kejsi Saliaj                 |
|    | Albania (bandiera) | D     | Katerina Simoni              |
|    | Albania (bandiera) | D     | Resa Xheci                   |

| N. |                    | Ruolo | Calciatrice        |
| -- | ------------------ | ----- | ------------------ |
|    | Brasile (bandiera) | C     | Maju Amaral        |
|    | Albania (bandiera) | C     | Milena Dayane      |
|    | Albania (bandiera) | C     | Bleona Koka        |
|    | Albania (bandiera) | C     | Marinela Mema      |
|    | Albania (bandiera) | C     | Mikaela Metalla    |
|    | Brasile (bandiera) | C     | Lidiane Ribeiro    |
|    | Brasile (bandiera) | C     | Thalita            |
|    | Kosovo (bandiera)  | A     | Elma Kadriu        |
|    | Albania (bandiera) | A     | Maria Julia Amaral |